# Ernst Maximilian von Teschenberg
Ernst Maximilian von Teschenberg, ab 1879 Freiherr von Teschenberg, eigentlich Ernst Kluger Freiherr von Teschenberg (* 21. Mai 1836 in Ödenburg; † 25. Februar 1886 in Wien) war ein österreichischer Journalist, Beamter und Politiker.

## Leben
Ernst Maximilian von Teschenberg wurde am 21. Mai 1836 in Ödenburg geboren. Er entstammte einer 1779 in den Adelsstand erhobenen Familie. Ab 1847 besuchte er die Theresianische Akademie in Wien, wo er bis zum Abschluss seiner juridischen Studien im Jahr 1859 blieb. Danach hielt er sich zwecks rechtshistorischer Studien ein Jahr lang in Berlin auf. Anfang der 1860er-Jahre trat er als Ministerialbeamter in den österreichischen Staatsdienst. Im Staatsministerium wurde er der Presseleitung zugeteilt. Sodann war er leitender Mitarbeiter der Österreichischen Wochenschrift. Von 1865 bis 1871 war er gemeinsam mit Georg Seuffert Chefredakteur der Wiener Zeitung. 1868 trat er als Hofsekretär in die Präsidialsektion des k.k. Ministeriums des Äußern ein. Dort avancierte Teschenberg zum Leiter des politischen Referats für deutsche Angelegenheiten. 1869 erfolgte seine Ernennung zum Sektionsrat und im Februar 1871 zum Hofrat bzw. Ministerialrat. Während seiner Tätigkeit im Pressedepartment (Literarischen Büro) war er unter anderem Verbindungsmann zum Pester Lloyd und mit der Einflussnahme auf maßgebliche deutsche Blätter beauftragt. In der Folge wurde er definitiv in den Dienst des Ministeriums des Äußern aufgenommen, im März 1872 übernahm er das Referat für deutsche Angelegenheiten. Darüber hinaus stand er dem Ministerium auch für andere publizistische Aufgaben zur Verfügung. Im November 1876 erfolgte seine Ernennung zum außerordentlichen Gesandten und bevollmächtigten Minister. 1878 nahm er am Berliner Kongress teil. Im Juni 1880 übernahm er für kurze Zeit sowohl die Leitung des Literarischen Büros als auch jene des Informationsbüros, das mit staatspolizeilichen Agenden betraut war. Zudem wurde er mit verschiedenen Inspektionsmissionen beauftragt, die ihn unter anderem nach Rom und Konstantinopel führten. Im September 1883 wurde er zum Verbindungsmann zwischen Außenministerium und Konsular-Akademie ernannt, die mit der Heranbildung des diplomatischen Nachwuchses befasst war. Teschenberg verstarb am 25. Februar 1886 in Wien.

## Mitgliedschaften
- Ab 1862 war Teschenberg Mitglied des Journalisten- und Schriftstellerverbandes Concordia – von 1865 bis 1866 war er Vorstandsmitglied.

## Auszeichnungen
- 1868: Orden der Eisernen Krone III. Klasse
- 1878: Kommandeur des Leopold-Ordens
- 1883: Großkreuz des Franz Joseph-Ordens
- 1879: Erhebung in den Freiherrenstand